# Purperkaplori
De purperkaplori (Parvipsitta porphyrocephala) is een vogel uit de familie Psittaculidae (papegaaien van de Oude Wereld). Deze soort is endemisch in zuidelijk en zuidwestelijk Australië.

## Kenmerken
De vogel is 15 cm lang en weegt 37 tot 50 g. De vogel is van boven diepgroen, de ondervleugeldekveren zijn rood. De vogel heeft een donker violetkleurig kopkapje dat van voren naar de snavel toe rood kleurt. De snavel is zwart, de "wangen" en de nek zijn groen, met rond het oor een oranje-gele vlek. De borst en bovenzijde van de buik zijn bleekblauw, overgaand in lichtgroen.

## Verspreiding en leefgebied
De vogel komt voor in West-Australië (inclusief Kangaroo Island), zuidoostelijk Australië en is dwaalgast tot in zuidoostelijk Queensland. Het leefgebied bestaat uit half open bosgebied, maar soms ook uit dicht Eucalyptusbos en uit gebieden langs de kust met struikgewas. Komt soms talrijk voor in buitenwijken van steden.

## Status
De purperkaplori heeft een groot verspreidingsgebied en daardoor is de kans op de status kwetsbaar (voor uitsterven) gering. De grootte van de wereldpopulatie is niet gekwantificeerd. De soort gaat in aantal achteruit. Het broedgebied krimpt en raakt versnipperd. Echter, het tempo van achteruitgang ligt onder de 30% in tien jaar (minder dan 3,5% per jaar). Om deze redenen staat de vogel als niet bedreigd op de Rode Lijst van de IUCN.

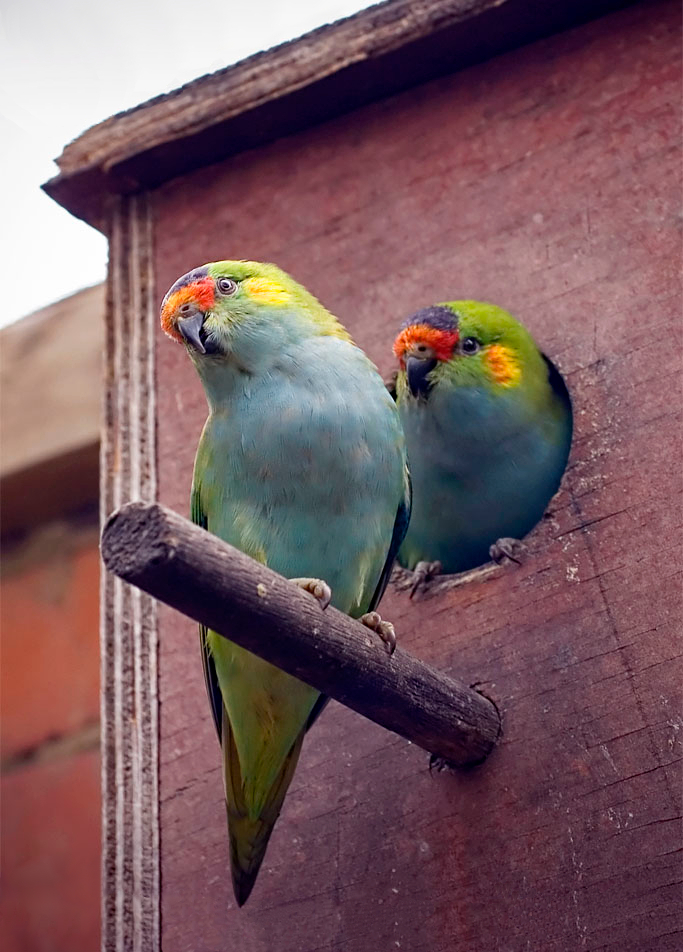
Paartje bij nestkast

## Als kooivogel
De purperkaplori werd relatief laat naar Europa als kooivogel geëxporteerd. Pas in 1910 kwam de vogel naar Groot-Brittannië met een grote lading vogels uit Australië en pas in 1936 plantte de vogel zich met succes voort in gevangenschap. De vogel staat op de Bijlage II van het CITES-verdrag, daardoor zijn er aan de handel in deze soort beperkingen gesteld.